# ATV (Армения)
«ATV» — армянский частный развлекательный телеканал. 2013-2019 был в составе холдинга PanArmenian Media, сотрудничает с российским телеканалом ТНТ. Начал вещание в 25 апреля 2009 году, заменив телекомпанию «Арменакоб». Трансляция канала доступна в Ереване. Также канал доступен всем абонентам кабельного телевидения

## Программы

### Информационные и аналитические
- Факт (арм. Փաստ)
- Сегодня (арм. Այսօր)
- Максимум

### Развлекательные
- Полуоткрытые окна (арм. Կիսաբաց Լուսամուտներ)
- Давай поженимся (арм. Արի ամուսնանանք)
- N взрослых (арм. Մեծերի N)
- Кислая пахта не (арм. Թթու Թան չի)
- Звезды живут (арм. Աստղերն ապրում են)
- Шоу Ньюс
- OOPS
- Мини OOPS
- Скрытые OOPS (арм. Թաքնված OOPS)
- Бартер
- Вдали от дома (арм. Տնից հեռու)
- tete a tete
- Вкус жизни (арм. Կյանքի համը)
- Здоровье (арм. Առողջություն)
- Самый Большой (арм. Ամենից Ամենա)
- Поп-энциклопедия (арм. Փոփ հանրագիտարան)
- Вкус Армении (арм. Հայաստանի Համը)
- Мюзик Бокс
- Вне кадра (арм. Կադրից Դուրս)
- Все или ничего (арм. Ամեն ինչ կամ ոչինչ)
- Утро без правил (арм. Առավոտ Առանց Կանոնների)
- Караоке без правил (арм. Կարաոկե Առանց Կանոնների)
- Танцы без правил (арм. Պարեր Առանց Կանոնների)
- Ретро без правил (арм. Ռետրո Առանց Կանոնների)
- Воскресный будильник (арм. Կիրակնօրյա զարթուցիչ)
- Мультпрограмма (арм. Մուլտծրագիր)
- Светская жизнь (арм. Բարձրաշխարհիկ կյանք)
- Элит лайф
- Для взрослых (арм. Մեծերի համար)
- Радиосериал
- KamoBlog TV
- Музыка (арм. Երաժշություն)
- На пересечении городов (арм. Քաղաքների խաչմերուկում)
- Время бренда (арм. Բրենդ Թայմ)
- Приходите сегодня вечером (арм. Եկ այս գիշեր)
- 7 песен (арм. 7 Երգ)
- Будуар
- Чудесная семерка (арм. Հրաշալի յոթնյակ)
- Автодрайв
- Драйн Новости (арм. Դրայվ նյուզ)

### Телесериалы
- Песня домашнего очага (арм. Օջախի երգը)
- Ахтамар
- Красивая Сона (арм. Սիրուն Սոնա)
- Обещание матери (арм. Մոր խոստումը)
- Красный холм (арм. Կարմիր բլուր)
- Если я найду тебя (арм. Եթե գտնեմ քեզ)
- Станция (арм. Կայարան)
- Сестра Авеля (арм. Աբելի քույր)
- Последний отец (арм. Վերջին հայրիկը)
- Больше чем жизнь (арм. Կյանքից Արավել)
- Ребята нашего района (арм. Մեր թաղի տղերքը)
- Когда ты мой (арм. Երբ իմը լինես)
- Счастливы вместе (арм. Երջանիկ ենք Միասին)
- Дикое сердце (арм. Վայրի սիրտը)
- Семейные истории (арм. Ընտանեկան պատմություններ)

### Ситкомы
- Школа Звезд (арм. Աստղերի դպրոց)
- Рестарт
- Каменная боль (арм. Քարե դարդ)
- Универ
- Интерны (арм. Ինտերնները)

### Познавательные
- Запеченный с любовью с Ликой (арм. Թխված է սիրով Լիկայի հետ)
- Невестка против свекрови (арм. Հարս VS Սկեսուր)
- Заходи Внутрь (арм. Ներս Արի)
- Первая программа (арм. Առաջին ծրագիր)
- Новый Год В Ативи (арм. Ամանորը Աթիվիում)
- Шестое чувство (арм. Վեցերորդ Զգայարան)
- Cosmic Show
- Белый уголок (арм. Սպիտակ Անկյուն)
- Портфолио
- Голодные игры (арм. Սոված Խաղեր)
- Знает не знает (арм. Գիտի չգիտի)
- Перейдем к делу (арм. ԱՆցնենք գործի)
- ТВ Доктор
- Кто они? (арм. Արդյոք Ովքե՞ր Են)
- Кто они? Show (арм. Արդյոք Ովքե՞ր Են Show)
- Мягкий камень (арм. Քարից Փափուկ)
- Полет (арм. Չվերթ)
- 4 угла (арм. 4 անկյուն)
- Неизвестный адрес (арм. Անհայտ հասցե)
- Секс в маленьком городе (арм. Սեքսը փոքր քաղաքում)
- Топ Тес
- Поп-Арт
- CV

### Спортивные
- Динамит

### Культура и искусство
- Культурный взгляд (арм. Մշակութային հայացք)

### Детские
- Գժուկ
- Солнце (арм. Արևիկ)
- Солнца (арм. Արևներ)
- Караоке Солнца (арм. Կարաոկե Արևներ)
- Бумбумик Шоу
- Ба-Ба Бе-Бе Бум
- Один дома (арм. Տանը մենակ)
- Зеркало (арм. Հայելուկ)
- Головоломка (арм. Փազլ)

## Тематические каналы
С 1 мая 2013 года ATV представила новые тематические кабельные телеканалы для разных телеаудиторий.
| Логотип | Название       | Описание                                               |
| ------- | -------------- | ------------------------------------------------------ |
|         | ATV Hay TV     | Армянский музыкальный канал.                           |
|         | ATV Bazmotc TV | Телепередачи, сериалы, скетчи, спектакли и другие шоу. |
|         | ATV Kinoman    | Международный киноканал.                               |
|         | ATV Khaghaliq  | Детский канал.                                         |
|         | ATV Filmzon    | Мультипликационно-комедийный канал.                    |
|         | TAVA TV        | Канал об охоте, рыбалке и кулинарии.                   |
|         | Muzzon TV      | Мировые хиты и самые любимые музыкальные исполнения.   |
|         | Fitnes TV      | Канал о фитнесе и здоровье.                            |